# Jan Wacław Machajski
Jan Wacław Machajski, ps. A. Wolski (ur. 27 grudnia 1866 w Busku, zm. 19 lutego 1926 w Moskwie) – polski działacz anarchistyczny.
Twórca tzw. „machajewszczyzny” – robotniczego ruchu antyinteligenckiego występującego przeciw inteligencji i państwu. W 1909 utworzył organizację anarchistyczną pod nazwą „Zmowa Robotnicza”, która stosowała terror ekonomiczny uderzając głównie w carski aparat państwowy, fabrykantów i burżuazję i która po paru miesiącach działalności została rozbita przez carską policję. Zasłynął jako krytyk Lenina i komunistów, którzy według niego wprowadzili mechanizm władzy niewiele różniący się od carskiego. Przyjaciel Stefana Żeromskiego, pierwowzór Andrzeja Radka z Syzyfowych prac.

## Życiorys

### Młodość i wykształcenie
Jan Wacław Machajski przyszedł na świat 27 grudnia 1866 w Busku, w powiecie stopnickim. Był synem urzędnika miejskiego, Konstantego, który według niektórych źródeł przez pewien okres zajmował posadę burmistrza. Matka Karolina z domu Golańska zajmowała się prowadzeniem domu i opiekowała się pięciorgiem starszego rodzeństwa Wacława. Gdy miał 4 lata zmarł jego ojciec. Osamotniona wdowa wraz z dziećmi przeprowadziła się do Pińczowa. Jedną z form ich utrzymywania było przyjmowanie na stancję pensjonariuszy. Jan Machajski od najmłodszych lat (nawet już w wieku 8-10 lat) udzielał korepetycji kolegom z klasy co stanowiło dodatkowy dochód ubogiej rodziny. Ukończył progimnazjum w Pińczowie i w 1882 wyjechał do Kielc w celu kontynuowania nauki w Męskim Gimnazjum Rządowym. Miał wtedy 16 lat. Zaprzyjaźnił się wtedy z autorem Syzyfowych Prac, Stefanem Żeromskim, z którym przez cały okres pobytu w gimnazjum dzielił szkolną ławkę. Wraz z przyjacielem w 1884 założył tajne towarzystwo literackie pod opieką profesora Tomasza Siemiradzkiego, który mocno akcentował w swej pracy patriotyczne wychowanie. W 1886 pomyślnie zdał maturę i jesienią tego samego roku zaczął studia na wydziale przyrodniczym Uniwersytetu Warszawskiego. Jednak po dwóch latach przeniósł się na medycynę, której poświęcił 3 lata swojego życia. Żadnego z tych kierunków nie ukończył, ponieważ w tym okresie jego życia bardziej niż nauka interesowała go działalność polityczna i oświatowa.

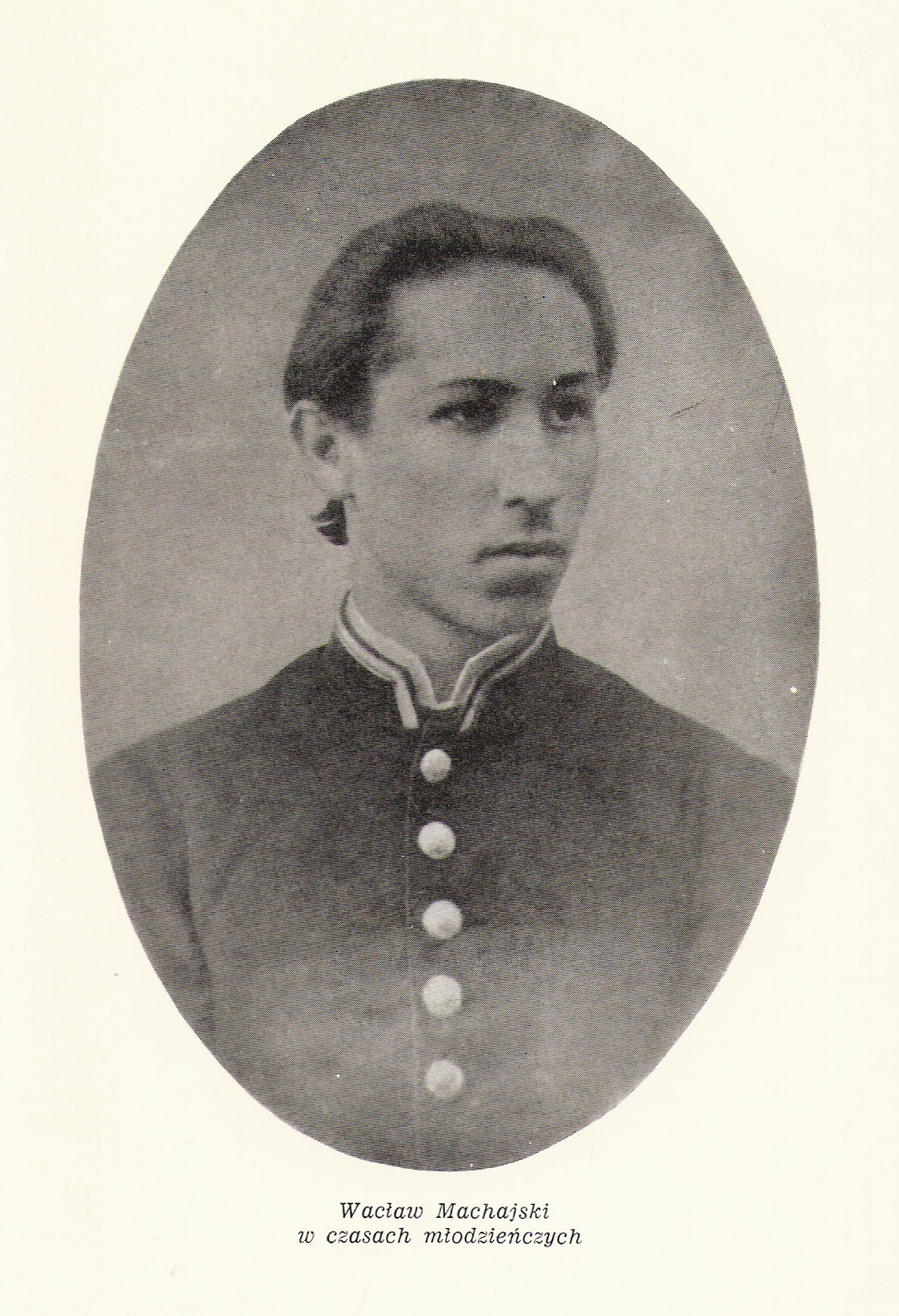
Jan Waclaw Machajski w czasach młodzieńczych

### Działalność polityczna
W 1887 wstąpił do organizacji młodzieżowej „Zet” (Związek Młodzieży Polskiej), która wówczas głosiła hasła demokratyczne i niepodległościowe. Wkrótce podjął współpracę z warszawskimi kręgami socjalistycznymi, organizował koła dyskusyjne, pisał odezwy, aktywnie uczestniczył w ruchu robotniczym. W 1891 przeprowadził się do Krakowa, gdzie prowadził wraz z lokalnymi socjalistami rewolucyjną propagandę. W tym czasie jego poglądy można określić jako czysto marksistowskie, chociaż niektóre jego publikacje z tego okresu zawierają delikatne zabarwienie niepodległościowe.
W maju 1892 został aresztowany za przemyt materiałów propagandowych ze Szwajcarii do Łodzi – w mieście trwał wówczas strajk powszechny. Machajskiego osadzono na trzy lata w krakowskim więzieniu. Za swoją działalność został skazany w 1895 przez władze zaborcze na sześć lat zesłania na Sachalinie. W czerwcu 1903 uciekł z tzw. etapu w Aleksandrowsku i przedostał się do Genewy, gdzie się osiedlił.
W latach 1907–1911 przebywał w Krakowie i Zakopanem pod pseudonimem Jan Kiżło. Został aresztowany i oskarżony o posługiwanie się cudzym paszportem, groziła mu ekstradycja do Rosji. W jego obronie stanęli m.in. Kazimierz Dłuski, Roman Dmowski, Stanisław Trusiewicz i Stefan Żeromski. Ostatecznie wyjechał z Galicji i osiedlił się w Paryżu.
W 1917 wyruszył do ogarniętej rewolucją Rosji, po rewolucji październikowej zamieszkał w Moskwie. W dziele "Robotnicza rewolucja" (ros. Рабочая революция, 1918) piętnował bolszewików za wprowadzone przez nich roboty przymusowe. 
Swój pobyt w Rosji zaczął jednak od zrewoltowanego Petersburga. Tam wraz z żoną został otoczony przez grupę zwolenników, wśród których pojawiło się kilka nowych twarzy. Dysponowali oni nawet lokalem, w którym mogła się rozwijać działalność organizacji. Jednak Zmowie Robotniczej nie było już dane odbudować swych sił. W obliczu burzliwych wydarzeń, Machajski uparcie przekonywał, aby grupa czekała na dalszy rozwój wypadków. Wraz z upływem czasu grupa zwolenników Machajskiego malała, tracąc swych ludzi na rzecz rosnących w siłę bolszewików. Po zdobyciu władzy przez komunistów, zniechęcony Machajski odrzucił proponowaną mu funkcję redaktora w czasopiśmie „Narodnoje choziajstwo”, zadowalając się skromną posadą korektora technicznego pisma (co gwarantowało mu też dostęp do zagranicznej prasy). Nie będąc przez nikogo niepokojony, 26 lutego 1926 roku w Moskwie zmarł na atak serca.

## Wybrane publikacje
- Ewolucja socjaldemokracji (1899)
- Naukowy socjalizm (1899)
- Pracownik umysłowy (1905)
- Religia socjalistyczna a walka robotnicza (1909)
- Bilans burżuazyjnej rewolucji rosyjskiej (1909)
- Pracownik umysłowy i inne pisma, oprac. Piotr Laskowski, tłum. Sergiusz Kowalski, Wydawnictwa Uniwersytetu Warszawskiego, Warszawa 2016. (Zawiera tłum. trzech z czterech części Robotnika umysłowego i dużą bibliografię.)
- Robotnik umysłowy 1911, oprac. Lech Dubel, tłum. Halina Sajewicz, Wyższa Szkoła Humanistyczno-Ekonomiczna, Zamość 2012.